# Palais de l'archiduc Charles-Louis
Le palais de l'archiduc Charles-Louis est un palais de Vienne construit dans l'arrondissement de Wieden.

## Histoire
En 1780, Franz von Prandau demande à Adalbertus Hild de construire un palais baroque. En 1799, l'architecte Franz Wipplinger mène la construction de deux ailes latérales formant une cour.
En 1864, l'aile donnant sur la rue reçoit un second étage et de nouvelles écuries sont bâties. L'année suivante, l'archiduc Charles-Louis, frère cadet de l'empereur François-Joseph, rachète le palais et confie la restauration à l'architecte Heinrich von Ferstel et les travaux à Eduard Frauenfeld. L'aile donnant sur la rue est détruite durant la Seconde Guerre mondiale et remplacée ensuite par un bâtiment moderne.

## Architecture
La façade donnant sur l'intérieur de la cour est divisée par une saillie centrale plate. Au rez-de-chaussée de l'avant-corps, il y a un porche supportant une balustrade. Un toit galbé en forme d'arc segmenté avec les armes de la Maison de Habsbourg-Lorraine se trouve au-dessus. Sur le toit, se situe une attique avec des puttis et des lucarnes sur les ailes latérales. Toutes les ailes comprennent à leur base des fenêtres rectangulaires avec des voussoirs. Les fenêtres de l'étage noble ont un larmier rectiligne, sauf la fenêtre dans l'axe central qui est courbe.
Le jardin du palais se caractérise également par une projection centrale avec le balcon, mais le décor est autrement plutôt simple. La salle du balcon possède à l'intérieur un toit en bois décoré dans un style néo-Renaissance. La grande salle est décorée avec la scagliola dans le style de 1700.

## Source, notes et références
- (de) Cet article est partiellement ou en totalité issu de l’article de Wikipédia en allemand intitulé « Palais Erzherzog Carl Ludwig » (voir la liste des auteurs).
- Dehio-Handbuch, die Kunstdenkmäler Österreichs. Topographisches Denkmälerinventar. Abteilung: Wien. Band 2: Wolfgang Czerny: II. bis IX. und XX. Bezirk. Neubearbeitung. Schroll, Wien u. a. 1993,  (ISBN 3-7031-0680-8), S. 170.